# Corso dell'Impero

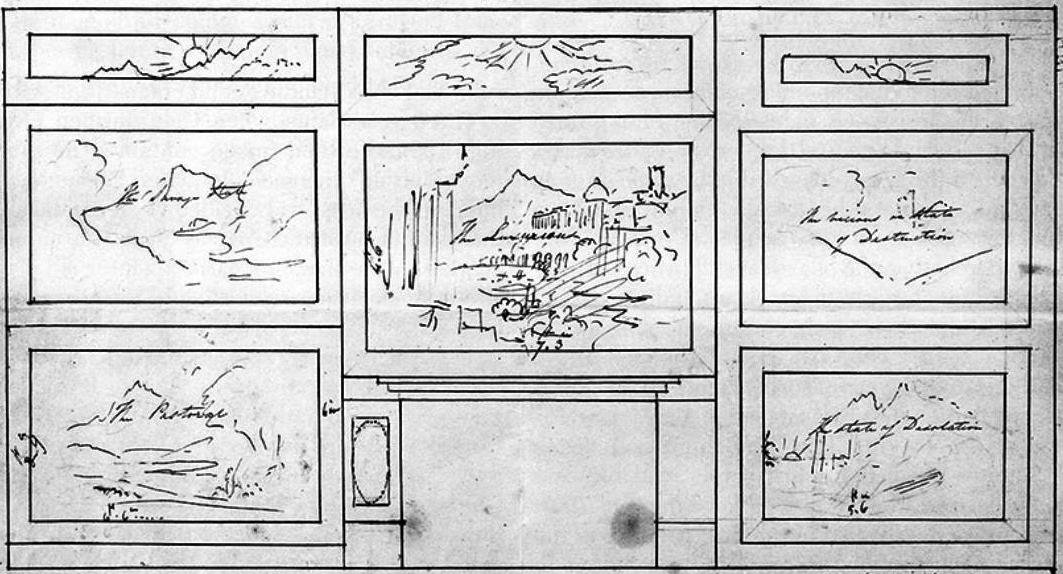
Diagramma dell’installazione del “Corso dell’Impero”. Abbozzo (25,08 × 33,33 cm) di Thomas Cole, 1833.

Il Corso dell'Impero (in inglese: The Course of Empire) è una serie di cinque dipinti realizzati tra il 1833 ed il 1836 da Thomas Cole, uno dei maggiori esponenti della Hudson River School. L'opera d'arte fu acquisita nel 1858 dalla New-York Historical Society come donazione per la New-York Gallery of Fine Arts e comprende i seguenti episodi: Stato Selvaggio; Stato Arcadico o Pastorale; Compimento dell'Impero; Distruzione; Desolazione. I quadri hanno le dimensioni di 100 × 161 cm, eccetto la Compimento dell'Impero, che è di 130 × 193 cm.
Il ciclo, visto anche come un'allegoria dell'America, rappresenta le fasi del decadimento dell'umanità, che a partire dalla beatitudine dello stato selvaggio, degenera a causa dell'incivilimento, fino a giungere al declino e infine alla totale estinzione. L'allegoria è illustrata mediante la rappresentazione di uno stesso paesaggio in epoche storiche diverse. Viene mostrata la crescita e la caduta di una città immaginaria situata all'estremità inferiore della valle di un fiume, quest'ultima è distintamente identificabile in ogni dipinto, in parte a causa di un punto di riferimento insolito: un grande masso è precariamente posto in cima a una falesia che domina la valle. Alcuni critici ritengono che questa rappresentazione mostri il contrasto tra l'immutabilità della terra e la transitorietà dell'uomo.
Cole venne particolarmente influenzato dal Grand Tour che effettuò  nel 1829 in Europa, dove osservò nei musei le opere di altri artisti romantici. Egli fu affascinato dalle rovine delle antiche civiltà – in particolare da quelle romane – a tal punto da incentrare su di esse gran parte dei suoi dipinti successivi, tra i quali Il sogno dell'architetto.
Una fonte diretta di ispirazione letteraria per i dipinti del Corso dell'Impero è Il pellegrinaggio del giovane Aroldo di Byron (1812-18). Nelle sue pubblicità sui giornali per la serie, Cole citò il seguente versetto dal Canto IV – Italia:
'Tis but the same rehearsal of the past.

First freedom and then Glory – when that fails,

Wealth, vice, corruption – barbarism at last.

And History, with all her volumes vast,

D’una eterna vicenda. Innanzi tratto

La libertà, la gloria a lei succede,

Poi la ricchezza, e dietro a quella il turpe

Séguito d’ogni vizio, e finalmenté

La barbarie. La storia, ancor che grave

De’ suoi mille volumi, è d’una sola

Pagina…»
(Byron, Il pellegrinaggio del giovane Aroldo, Canto IV – Italia, CVIII)

## Descrizione del ciclo

### Stato Selvaggio

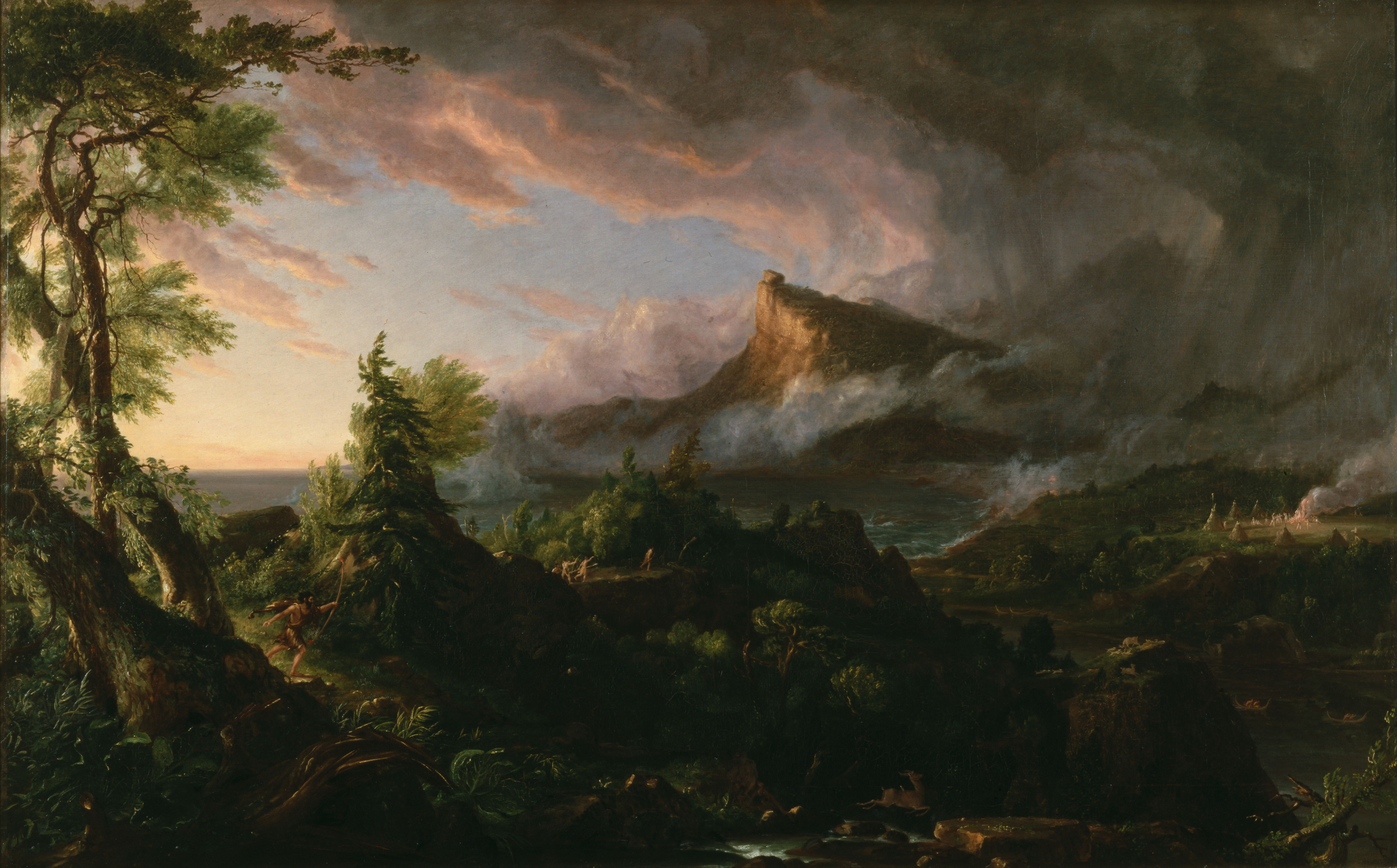
Stato Selvaggio. Olio su tela (100 × 161 cm), 1834.

Il primo dipinto, lo Stato Selvaggio (The Savage State) mostra la valle dalla riva opposta alla roccia, nella debole luce dell'alba di un giorno tempestoso. Un cacciatore vestito di pelli si affretta nella natura selvaggia, all'inseguimento di un cervo. Alcune canoe stanno navigando il fiume. Sulla riva lontana si osserva una radura con un accampamento intorno ad un fuoco, evidentemente questo sarà il nucleo della città. I riferimenti visivi sono quelli della vita indigena americana. Questo dipinto simboleggia lo stato ideale del mondo naturale. È un mondo sano, invariato dall'umanità.

### Stato Arcadico o Pastorale

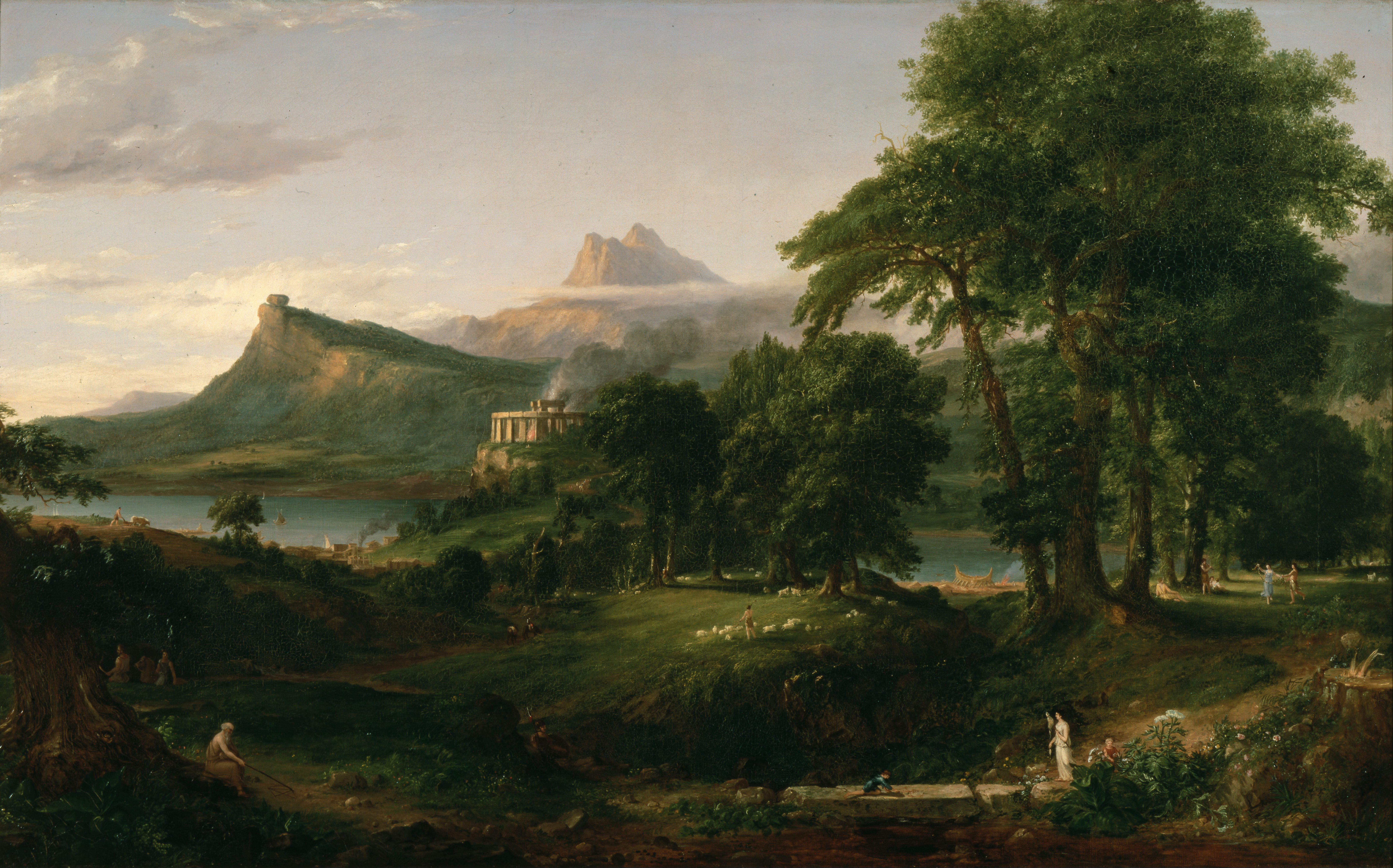
Stato Arcadico o Pastorale. Olio su tela (100 × 161 cm), 1834.

Nel secondo dipinto, lo Stato Arcadico o Pastorale (The Arcadian or Pastoral State), il cielo si è schiarito e siamo nella mattina fresca di un giorno primaverile o estivo. Il punto di vista si è spostato più in basso sul fiume, mentre la falesia con il masso è ora sul lato sinistro del dipinto. In lontananza può essere intravisto un picco biforcuto. Gran parte della natura selvaggia ha lasciato il posto a terre sistemate, con campi arati e prati visibili. Sullo sfondo si svolgono varie attività: aratura, costruzione di barche, allevamento di pecore, danza; In primo piano, un vecchio disegna con un bastone ciò che può essere visto come un problema geometrico. Sulla scogliera del lato vicino del fiume è stato costruito un tempio megalitico da cui fuoriesce del fumo, presumibilmente dovuto a dei sacrifici. Le immagini riflettono l'idealizzazione di una Grecia antica pre-urbanizzata. Questo dipinto mostra l'umanità in pace con la natura. Viene mostrato un ambiente alterato, ma non così tanto da mettere in pericolo i suoi abitanti.

### Compimento dell'Impero

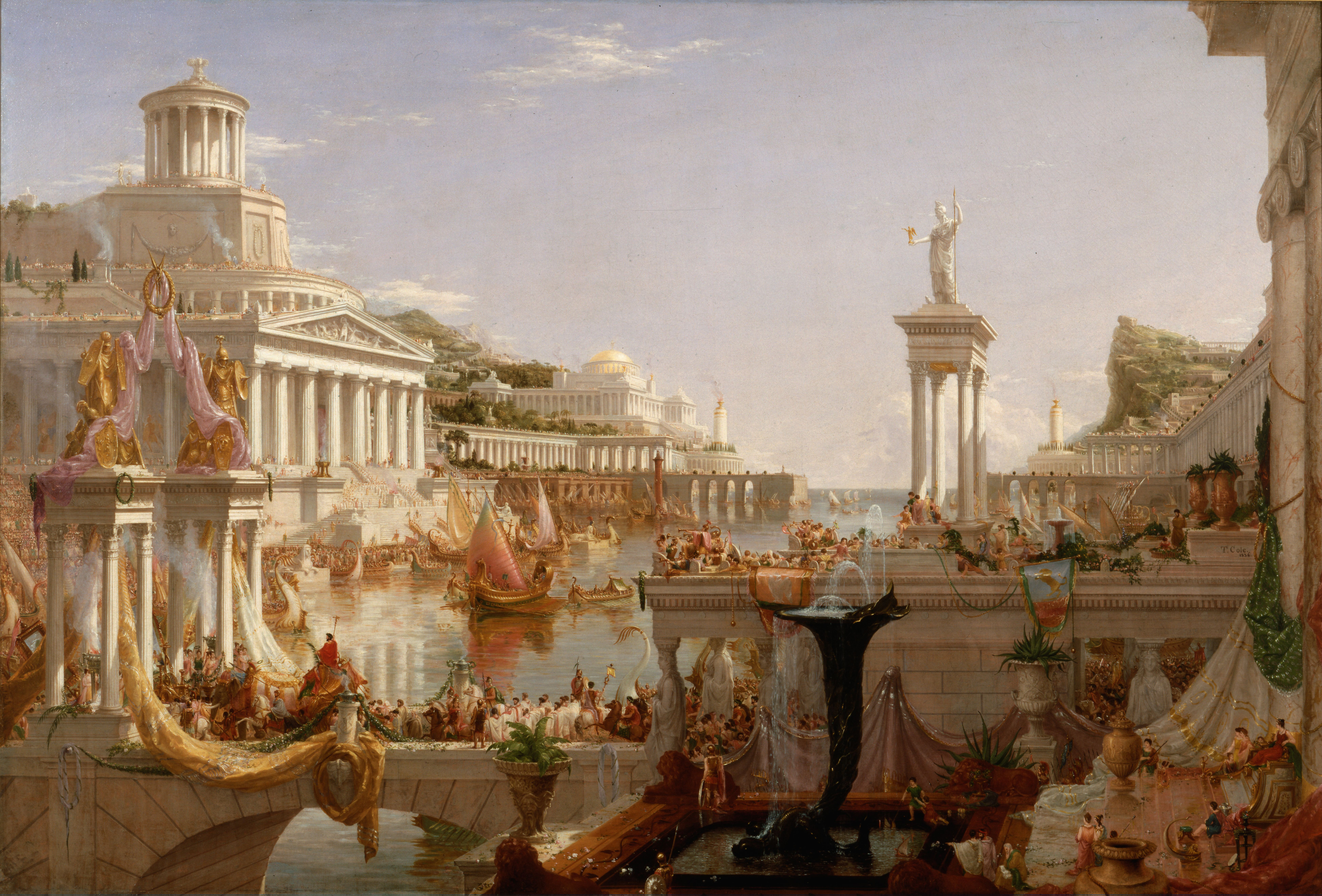
Compimento dell'Impero. Olio su tela (130 × 193 cm), 1836.

Il terzo dipinto, il Compimento dell'Impero (The Consummation of the Empire), sposta il punto di vista sulla riva opposta, approssimativamente sul sito della radura del primo dipinto. È mezzogiorno di una giornata estiva gloriosa. Entrambi i lati della valle del fiume sono ora ricoperti di strutture in marmo colonnato, le cui gradinate scendono fino a raggiungere l'acqua. Il tempio megalitico sembra essere trasformato in una grande struttura a cupola che domina la riva del fiume. La foce del fiume è custodita da due fari, e le navi con vele latine si dirigono verso il mare. Una folla gioiosa riempie i balconi e le terrazze mentre un re o generale vestito di scarlatto attraversa un ponte che collega le due sponde del fiume in una processione trionfale. In primo piano sgorga una fontana elaborata. L'aspetto generale suggerisce la maestosità dell'antica Roma. La decadenza mostrata in ogni dettaglio di questo paesaggio urbano prefigura l'inevitabile caduta di questa potente civiltà.

### Distruzione

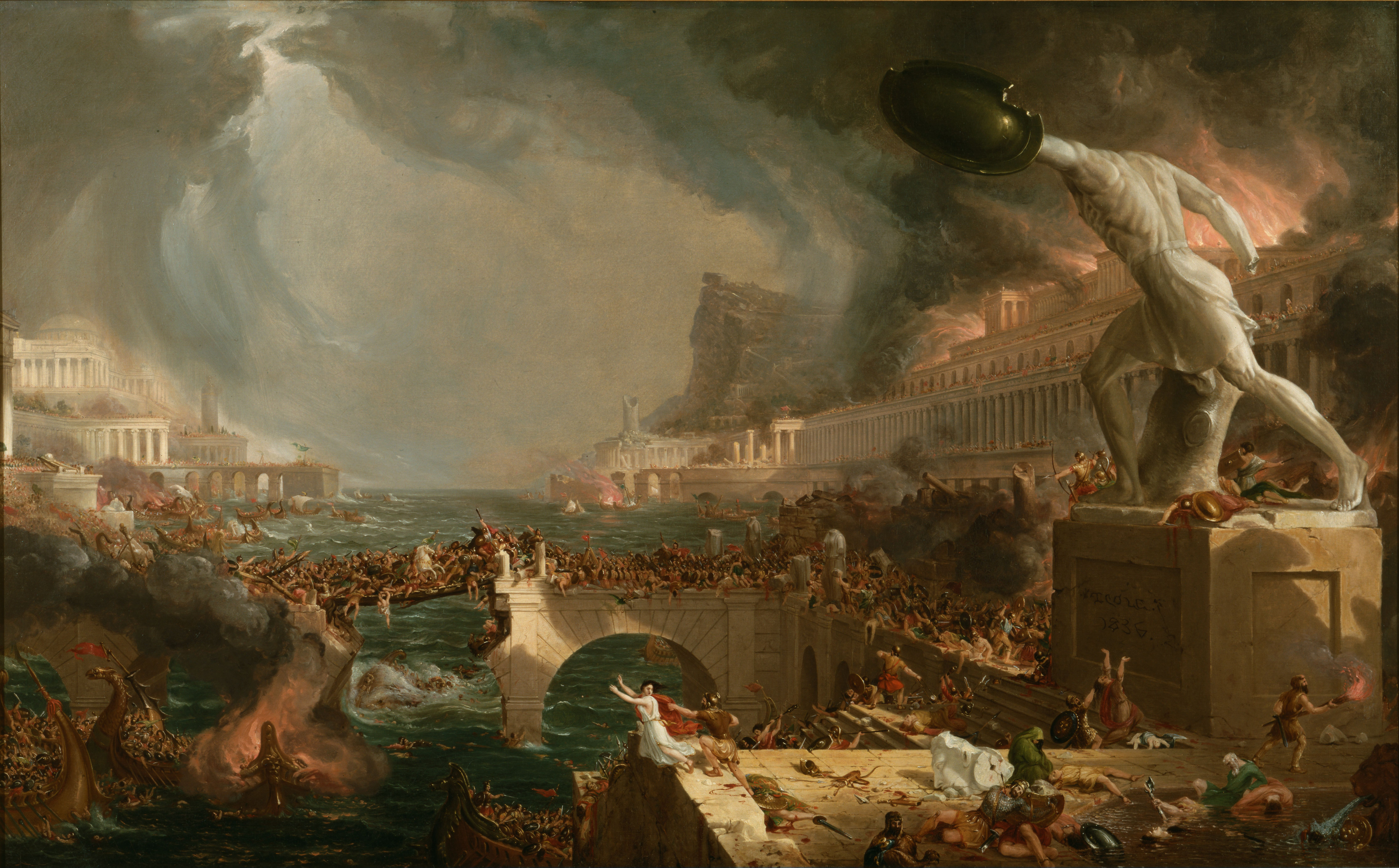
Distruzione. Olio su tela (100 × 161 cm), 1836.

Il quarto dipinto, la Distruzione (Destruction), ha quasi la stessa prospettiva del terzo, anche se l'artista ha fatto un passo indietro per consentire una più ampia scena dell'azione e si è spostato quasi al centro del fiume. L'azione è il sacco e la distruzione della città, nel corso di una tempesta visibile in lontananza. Sembra che una flotta di guerrieri nemici abbia rovesciato le difese della città, stia navigando sul fiume, incendiando la città, uccidendo e violentando i suoi abitanti. Il ponte su cui attraversava la processione trionfale è ora distrutto. Per attraversare il fiume è stato creato un ponte provvisorio sotto il peso di soldati e rifugiati. Le colonne sono rotte, il fuoco scende dai piani superiori di un palazzo sulla riva del fiume. In primo piano una statua di un venerabile eroe (nella stessa posa del Gladiatore Borghese) è rimasta senza testa, ancora in avanti, verso un futuro incerto. La scena probabilmente si riferisce al sacco di Roma compiuto dai Vandali nel 455.

### Desolazione

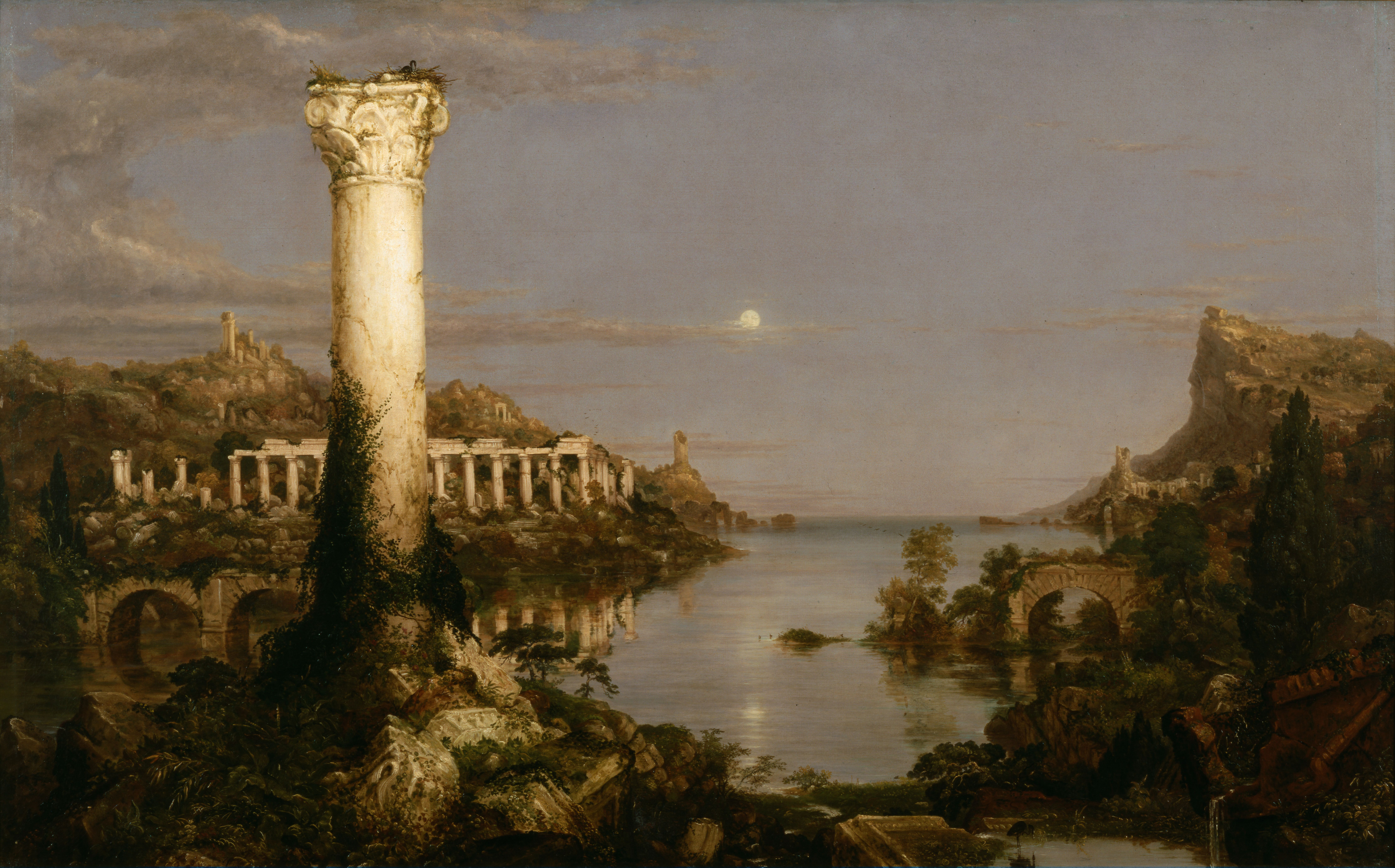
Desolazione. Olio su tela (100 × 161 cm), 1836.

Il quinto dipinto, Desolazione (Desolation), mostra i risultati, anni dopo. Si osservano i resti della città nella luce livida di un giorno morente. Il paesaggio ha cominciato a ritornare alla sua natura selvaggia, senza la presenza di nessun essere umano. Ma i resti della loro architettura emergono da un mantello di alberi, edera e altri strati di piante. In sottofondo si trovano i ceppi spezzati dei fari. Gli archi del ponte distrutti e le colonne del tempio sono ancora visibili; una sola colonna viene mostrata in primo piano, ora è un luogo di nidificazione per gli uccelli. L'alba del primo dipinto è riflessa qui dalla luna, che emana una luce pallida che rispecchia nel fiume rovinato, mentre il pilastro in piedi riflette gli ultimi raggi del tramonto. Questa scura immagine simboleggia ciò che tutti gli imperi potrebbero diventare dopo la loro caduta. È un duro futuro possibile in cui l'umanità è stata distrutta dalle proprie mani.

## Disposizione
Cole ha appositamente progettato questi dipinti per essere preminentemente visualizzati nella galleria di immagini al terzo piano della palazzina del suo committente, Luman Reed, al 13 di Greenwich Street, New York City. Secondo lo schema di installazione di Cole, la disposizione dei quadri era approssimativamente la seguente:
|  |  |  |
|  |  |  |
|  |  |  |
|  |  |  |